# Aufwertung (Währung)
Unter Aufwertung (Währungsaufwertung, Revaluation) versteht man die Erhöhung des nominalen Wechselkurses der eigenen Währung gegenüber Fremdwährungen bei Mengennotierung. Gegensatz ist die Abwertung.

## Allgemeines
Zu Auf- und Abwertungen kann es nur zwischen verschiedenen Währungen kommen. Innerhalb der Eurozone gibt es mit dem Euro eine einheitliche Währung, so dass Auf- oder Abwertungen nicht möglich sind. Dennoch gibt es zwischen den EU-Mitgliedstaaten ein Wirtschaftsgefälle, das jedoch nicht durch Kursunterschiede sichtbar wird. Auf- und Abwertungen gibt es beispielsweise zwischen der Eurozone und dem US-Dollar oder dem Britischen Pfund. Als Aufwertung bezeichnet man sowohl die durch Marktschwankungen eintretende tendenzielle Kurssteigerung der Inlandswährung gegenüber Fremdwährungen als auch die aus wirtschaftspolitischen Erwägungen eines Staates oder einer Zentralbank administrativ herbeigeführte Aufwertung.
Im Rahmen des Wechselkursmechanismus führt die Aufwertung tendenziell über eine relative Verbilligung von Importen und eine relative Verteuerung von Exporten zur Wiederherstellung der internationalen Wettbewerbsfähigkeit und zum Ausgleich der Zahlungsbilanz durch Verringerung der Devisenbestände im aufwertenden Staat.
Auf- und Abwertungen sind erst seit dem System fester Währungsparitäten bekannt, wo Währungskurse nur innerhalb einer festgelegten Wechselkursbandbreite schwanken durften. Wurde hierbei durch eine Fremdwährung der oberste Interventionspunkt erreicht, drohte dieser Währung eine Aufwertung oder der Inlandswährung eine Abwertung. Umgekehrt stellten sich die Verhältnisse beim unteren Interventionspunkt dar.

## Geschichte
Auf- und Abwertungen gab es bei reinen Goldwährungen nicht, weil der Automatismus der Goldwährungen keine Veränderung der Goldparität zuließ. Der Internationale Währungsfonds (IWF) schuf im Juli 1944 erstmals ein System fester Wechselkurse, in dem seine Mitglieder administrativ festgelegte US $-Währungsparitäten und/oder Goldparitäten vereinbarten. Die US $-Währungsparität gab an, wie viel Einheiten einer Fremdwährung einem US-Dollar entsprachen. Über die Goldparitäten und/oder US $-Paritäten ließen sich die Paritäten der übrigen Währungen untereinander berechnen. Dadurch entstand ein System fixierter Wechselkurse zwischen den Mitgliedsländern. Hierdurch wurde das Gold zu einem gemeinsamen Wertmaßstab für alle Währungen. Im Mai 1949 legte der IWF die erste Wechselkursparität auf 3,33 DM = 1 US $ fest, bereits im September 1949 lag die IWF-Parität durch Abwertung der DM bei 4,20 DM. Im März 1961 sank sie durch die erste Aufwertung der DM auf 4,00 DM, die zweite DM-Aufwertung folgte im Oktober 1969 auf DM 3,66, eine dritte im Dezember 1969 auf DM 3,22.
Im Oktober 1968 erforderte der stetige Abwertungsdruck des US-Dollars die Einstellung der Devisenmarktinterventionen durch die Deutsche Bundesbank. Die bisherige heterogene wirtschaftliche Entwicklung der westlichen Industriestaaten machte ein Festhalten an diesem System fester Wechselkurse unmöglich, denn die Zentralbanken mussten immer häufiger intervenieren. Exportstarke Nationen wie Deutschland waren tendenziell aufwertungsverdächtig, Länder mit einer negativen Handelsbilanz wie die USA potenziell abwertungsgefährdet. Die festen Wechselkurse wurden erstmals am 30. September 1969 gelockert. Die international abgestimmte Anpassung der Wechselkursparitäten im Dezember 1971 (Smithsonian Agreement) sowie die Dollarabwertung um 10 % im Februar 1973 waren Versuche, das Paritätensystem zu retten. In einer Fernsehansprache am 15. August 1971 kündigte der US-Präsident Richard M. Nixon einseitig das Abkommen von Bretton-Woods des IWF. Am 12. Dezember 1971 wurde die Goldparität endgültig abgeschafft, am 17./18. Dezember 1971 wurde im Rahmen des Smithsonian Agreement eine Absprache über die Neuordnung der Wechselkurse durch so genannte Leitkurse getroffen. Es handelte sich um die Erhöhung der Bandbreiten von ± 1 % auf ± 2,25 %.
Am 19. März 1973 begann die Europäische Wirtschaftsgemeinschaft mit dem gemeinsamen Blockfloating gegenüber dem US-Dollar, wodurch die bisher geltenden festen Wechselkurse zugunsten frei schwankender Wechselkurse abgelöst wurden. Im März 1979 wurde das Blockfloating in das Europäische Währungssystem (EWS) übergeleitet. Seitdem wurden die Paritäten mit Höchst- und Niedrigstkursen über den ECU mittels eines Währungskorbes festgelegt. Kernelement des EWS war ab März 1979 ein System bilateraler Wechselkursparitäten zwischen den Mitgliedern, die an der DM als stärkster Währung ausgerichtet waren. Es wurde im Januar 1999 durch Einführung des Euro abgelöst, der durch festgelegte Währungsparitäten der Mitgliedswährungen gekennzeichnet ist. Diese Paritäten wurden am 31. Dezember 1998 von den Finanzministern auf Grundlage der ECU-Paritäten festgelegt.

## Ursachen und Folgen
Eine Aufwertung tritt am Devisenmarkt dadurch ein, dass der Kurs der Inlandswährung gegenüber den anderen Währungen steigt. Gründe hierfür können niedrigere Inflationsraten oder höheres Zinsniveau als bei den Handelspartnern, Nettozufluss ausländischer Devisen durch Leistungsbilanzüberschüsse oder Devisenmarktintervention einer Zentralbank sein:
Die Aufwertung bewirkt eine Verschlechterung der internationalen Wettbewerbsfähigkeit:
- Im Inland produzierte Güter werden im Ausland relativ teurer, bei elastischer ausländischer Nachfrage kommt es zu einem Anstieg der Importe.
- Im Ausland produzierte Güter verbilligen sich relativ, bei elastischer inländischer Nachfrage werden mehr ausländische Güter gekauft, unter Umständen werden auch verstärkt ausländische anstelle inländischer Güter erworben; die Menge der Exporte geht tendenziell zurück. Dieselbe Menge an Importgütern wird nach einer Aufwertung relativ billiger.

Eine Aufwertung wird von der Bevölkerung zunächst akzeptiert, denn ein typischer Nebeneffekt ist eine zumindest kurzzeitige Verbesserung des Lebensstandards, weil Importe und Auslandsreisen relativ billiger werden. Eine Aufwertung der eigenen Währung führt zudem zu einer realen Verringerung des Wertes der Fremdwährungskredite; bei hohem Verschuldungsgrad in fremder Währung kann dies zu einer Verbesserung der Schuldenkennzahlen führen. Denn Schuldner im aufwertenden Staat müssen für ihren Schuldendienst weniger Devisen aufbringen. Da eine Aufwertung zu einer Erhöhung der Importe beiträgt und zugleich die Exporte abnehmen, kann sich mittelfristig die Arbeitslosigkeit erhöhen. Sinkende Exporte bewirken dann auch Einkommensrückgänge bei Privathaushalten und Gewinnrückgänge bei (exportorientierten) Unternehmen, so dass Konsum und Investitionen rückläufig sind.
Die Aufwertung verschiebt die Terms of Trade und verringert die vorhandenen Leistungsbilanzüberschüsse, da einerseits mehr Devisen für die erhöhten Importe ausgegeben werden müssen und andererseits durch geringere Exporte weniger Devisen erwirtschaftet werden.

## Absicherung
Exporteure und Importeure, die in Fremdwährung fakturieren, können ihre Kursrisiken durch Sicherungsgeschäfte ganz oder teilweise ausschalten. Besitzt der Exporteur eine Forderung in Fremdwährung, so würde eine Aufwertung der Inlandswährung oder eine Abwertung der Fremdwährung für ihn Forderungsverluste erbringen. Er verkauft die Fremdwährung als Termingeschäft, dessen Fälligkeit mit der Fälligkeit der Exportforderung identisch ist. Der Importeur besitzt eine Verbindlichkeit in Fremdwährung, so dass eine Abwertung der Inlandswährung oder eine Aufwertung der Fremdwährung für ihn eine Erhöhung seiner Verbindlichkeit bedeuten würde, da er mehr Devisen aufbringen muss. Er kauft die Fremdwährung als Termingeschäft, dessen Fälligkeit mit der Laufzeit der Importverbindlichkeit identisch ist. Fällt die erwartete Aufwertung in den Zeitraum der Sicherungsgeschäfte, erhalten beide von den Kreditinstituten den vor der Aufwertung vereinbarten Kurswert gutgeschrieben und erleiden keine Aufwertungsverluste. Beide Devisentermingeschäfte eliminieren in Form der Risikominderung die Kursrisiken. Eine originäre Absicherung gegen Aufwertungsverluste erreichen beide, wenn sie ihre Ex- und Importgeschäfte in Inlandswährung abschließen.